# Tore Månsson
Bengt Tore Månsson, född 28 december 1943 i Jönköpings Sofia församling i Jönköpings län, är en svensk militär.

## Biografi
Månsson avlade studentexamen i Jönköping 1964. Han avlade officersexamen vid Krigsskolan 1967 och utnämndes samma år till fänrik vid Skånska trängregementet, där han tjänstgjorde 1967–1970 och befordrades till löjtnant 1969. Han utbildade sig vid Arméns underhållsskola (US) 1970–1971, tjänstgjorde åter vid Skånska trängregementet 1971–1973, befordrades till kapten 1972, gick Allmänna kursen vid Militärhögskolan 1974–1975, var kompanichef vid Skånska trängregementet 1975–1976, gick Högre kursen vid Militärhögskolan 1977–1979 och befordrades till major 1978. Han var kurschef vid US 1979–1982, kompanichef vid Göta trängregemente 1982–1983 och avdelningschef vid US 1983–1986, befordrad till överstelöjtnant 1985. Därefter var han chef för Trängofficershögskolan vid US 1986–1987, kvartermästare vid staben i Bergslagens militärområde 1987–1989, utbildningschef vid US 1989–1990 och stabschef vid Övre Norrlands militärområdes underhållsregemente 1990–1993, utnämnd till överstelöjtnant med särskild tjänsteställning 1991. Åren 1993–1997 var han chef för Svea trängbataljon (som från och med den 1 juli 1994 hette Svea trängkår). Månsson var under 1998 chef för 13. underhållsgruppen vid Södra underhållsregementet fram till sin pensionering senare samma år.